# Sigrid Carlheim-Gyllensköld
Sigrid Carlheim-Gyllensköld, född 9 maj 1863 i Vederslöv, död 7 februari 1938 i Sankt Görans församling, Stockholm, var en svensk pianist och musikpedagog.
Carlheim-Gyllensköld studerade vid Musikkonservatoriet i Stockholm 1880–1884; i Dresden 1885–1886; i Wien 1886–1887; 1888–1889 för Theodor Leschetizky. Hon öppnade 1889 Stockholms musikinstitut, 1912 filialer på Södermalm, Kungsholmen och Lidingö. Hon gjorde även konsertturnéer, uppträdde i Wien, Helsingfors och Stockholm. 
Carlheim-Gyllensköld tilldelades 1884 Musikaliska Akademiens stora jetong, samt Mazerska jetongen. Hon invaldes 31 oktober 1912 som ledamot nr 537 av Kungliga Musikaliska Akademien.
Sigrid Carlheim-Gyllensköld är begravd på Norra begravningsplatsen utanför Stockholm.

## Fotnoter
1. ↑  Sigrid Carlheim-Gyllensköld, Svenskt biografiskt lexikon, Svenskt Biografiskt Lexikon-ID: 16414, läs online.[källa från Wikidata]
2. 1 2 3 4  Sveriges dödbok 1815–2022, nionde utgåvan, Sveriges Släktforskarförbund, december 2023.[källa från Wikidata]
3. ↑  Sveriges Dödbok 1901–2009, DVD-ROM, Version 5.00, Sveriges Släktforskarförbund (2010).